# Scytinostroma pulverulentum
Scytinostroma pulverulentum är en svampart som beskrevs av Boidin & Dinghra 1987. Scytinostroma pulverulentum ingår i släktet Scytinostroma och familjen Lachnocladiaceae.   Inga underarter finns listade i Catalogue of Life.